# 洛杉矶 (洛斯桑托斯省)
洛杉矶是巴拿马洛斯桑托斯省洛斯桑托斯区的一个城市，2010年是人口为868。 该市2000年时人口为780，1990年时人口为878。